# Bernat I de Foixà
Bernat I de Foixà (mitjan segle xii) fou el primer fill de Guillem de Foixà, primer personatge documentat varvassor del llinatge empordanès dels Foixà, vassalls del comte d'Empúries, del castell de Foixà.
En un compromís entre Ramon Berenguer IV i el Comú de Gènova l'any 1146, apareix entre els 32 nobles que signen i que participa en les conquestes.
Sense descendència, el succeí Arnau I de Foixà.